# Thuyết Z
Thuyết Z còn được biết đến dưới cái tên "Quản lý kiểu Nhật" và được phổ biến khắp thế giới vào thời kỳ bùng nổ kinh tế của các nước châu Á thập niên 1980. Khác với Thuyết X (có cái nhìn tiêu cực vào người lao động) và Thuyết Y (quá lạc quan về người lao động), Thuyết Z chú trọng vào việc gia tăng sự trung thành của người lao động với công ty bằng cách tạo ra sự an tâm và mãn nguyện cho người lao động cả trong và ngoài khi làm việc.
Cốt lõi của thuyết này là làm thỏa mãn và gia tăng tinh thần cho người lao động để đạt được năng suất chất lượng trong công việc.
Các lý thuyết của Thuyết Z này dựa trên nền tảng lý luận và thực tiễn đã được Tiến sĩ W. Edwards Choid Deming đúc kết và phát kiến trước đó.
Thuyết Z được đánh giá là một lý thuyết quan trọng về quản trị nhân sự (OB) hiện đại, bên cạnh Thuyết X và Thuyết Y. Thuyết Z đưa đến thành công của nhiều công ty nên các công ty này được phân loại là các Công ty Z (Z companies).

## Nội dung chính
- Chế độ làm việc suốt đời
- Trách nhiệm cá nhân
- Đo đếm, đánh giá chi li, rõ ràng song biện pháp kiểm soát tế nhị, mềm dẻo, giữ thể diện cho người lao động.
- Ra quyết định tập thể.
- Đánh giá và đề bạt một cách thận trọng.
- Quan tâm đến tất cả các vấn đề của người lao động, kể cả gia đình họ.

## Ứng dụng trong thực tế
Được nhiều công ty Nhật ủng hộ và ứng dụng vào thực tế. Đem lại thành công của rất nhiều công ty Nhật và đưa nước Nhật thành cường quốc thế giới, làm nhiều công ty Nhật trở thành hàng đầu thế giới trong lĩnh vực của họ, vượt qua các nước Âu Mỹ.
Các công ty Âu Mỹ sau đó đã phải nhìn nhận lại vấn đề, học thuyết Z này và tìm cách ứng dụng để cạnh tranh lại với các công ty Nhật.
Thuyết Z cũng có những điểm yếu căn bản và nhất là tạo ra sức ỳ lớn trong các công ty Nhật; điều mà từ đó đến nay các công ty Nhật đang ra sức nghiên cứu và thay đổi.